# Proteína S
La proteína S es una glucoproteina plasmática dependiente de vitamina K sintetizada en el hígado. Compuesta por una sola cadena polipeptídica, sin actividad proteolítica y de síntesis hepática. En la circulación, la proteína S se encuentra en dos formas: una forma libre, activa (40%) y una forma encuadernada, inactiva, unida al complemento C4b (60%). La deficiencia en proteína S, generalmente asociada con mutaciones en un alelo del gen PROS1, aumenta el riesgo de sufrir trombos venosos.
Es la única proteína (glucoproteina) dependiente de la vitamina K (sintetizada en el hígado) que no es una enzima, sino que únicamente actúa como un cofactor para que la proteína C activada actúe sobre los factores V y VIII. Se sintetiza en las células del endotelio vascular, células de Leydig del testículo y megacariocitos.
Para determinar la proteína S libre se debe realizar una precipitación con polietilenglicol y medir la concentración de proteína S libre en el eluato (la elución es el proceso de extraer un material de otro lavando con un solvente).
En casos raros, las deficiencias de proteína C y proteína S son hereditarias. Eso significa que su afección es causada por un cambio en un gen que uno o ambos padres le heredaron.

## Historia
Esta proteína fue descubierta por primera vez en 1977 por el grupo de investigación liderado por Earl Davie y fue denominada S por la ciudad en la que lo descubrieron, Seattle, Washington, USA.

## Estructura
La secuencia proteica madura tiene 635 residuos (su precursor consta de 676 aminoácidos), una masa de 75 kDa y posee siete dominios. En el extremo N-terminal está el dominio Gla, rico en ácido gamma-carboxiglutámico, el cual debe carboxilarse para que la proteína sea funcional y permite a la proteína unirse a los fosfolípidos cargados negativamente en las membranas. Seguidamente, se encuentra una región sensible a la trombina, un giro debido a los puentes disulfuro, después hay cuatro dominios de tipo EGF relacionados con el factor de crecimiento epidérmico, siendo los últimos tres vinculados al ion Ca2+ y dos dominios de tipo Laminina G, encargados de transportar las hormonas sexuales. Principalmente está formado por hebras de tipo beta, aunque también podemos encontrar hélices y giros.  

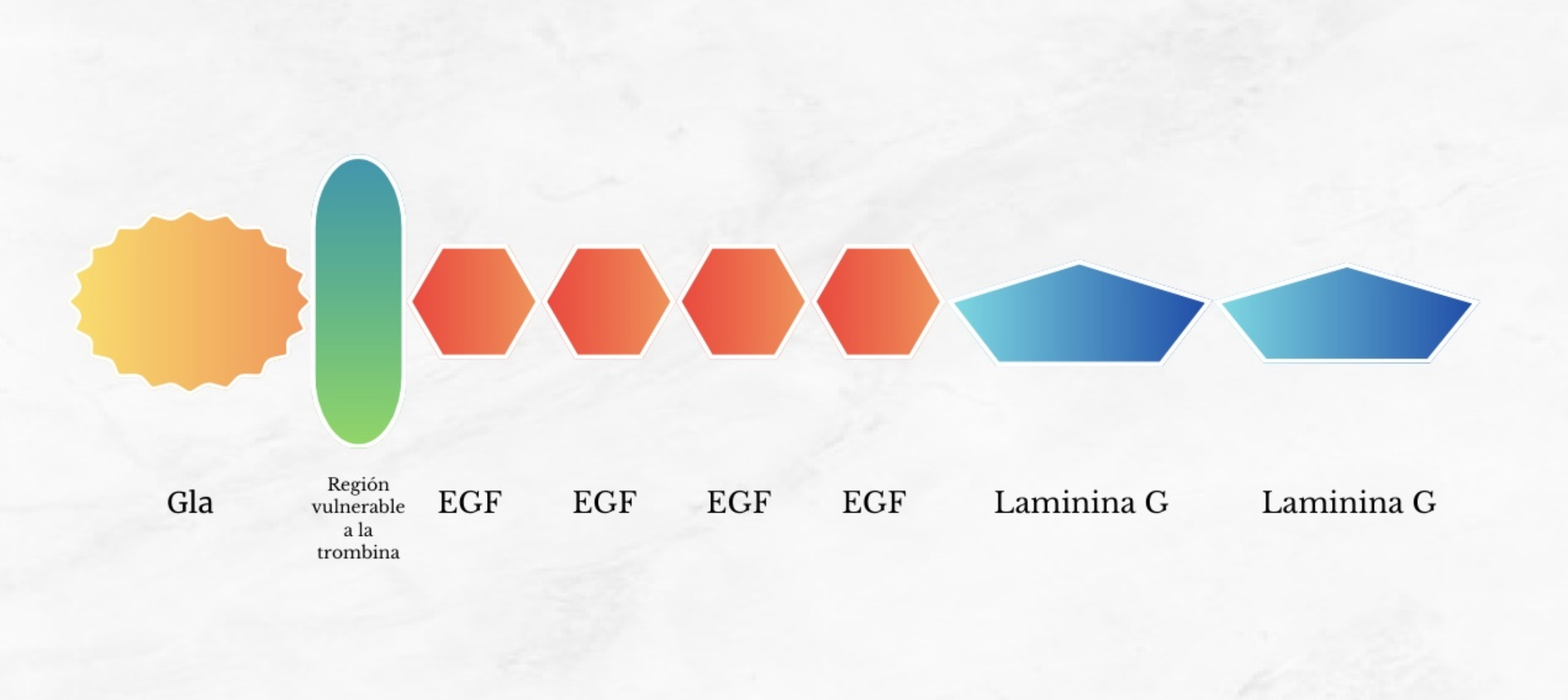
Esquema de los dominios de la proteína S.

El gen de la proteína está en el cromosoma 3q11.2, posee 80 kb de largo y 15 exones. La proteína Gas6 es homóloga a la proteína S y tienen dominios idénticos. Sin embargo, esta proteína no es sintetizada en el hígado y sus niveles de concentración son mucho menores. 

## Función
Su función principal es formar parte de los mecanismos reguladores de la coagulación de la sangre, actúa como un cofactor natural y necesario para la proteína C activada en la inactivación proteolítica de los factores pro-coagulantes V y VIII. Si no hay una cantidad óptima de proteínas C y S, o no funcionan correctamente, pueden formarse coágulos de forma desmesurada, ya que es un componente que favorece la coagulación de la sangre. La PS inhibe directamente al Factor X y protrombina y actúa como cofactor del inhibidor del activador del factor tisular. Además, la proteína S interactúa con receptores tirosina quinasas de la familia TAM (Tyro3, Axl, Mer), esta interacción es importante en procesos fagocíticos  de las células apoptóticas. 
Más allá, se ha visto que la anticoagulación no es la única función de la proteína S, ya que forma un complejo no covalente con la proteína de unión de C4b, C4BP. La cual esta involucrada en el sistema de regulación del complemento. La proteína S como ya mencionado previamente tiene una propiedad muy importante en este proceso. Esta propiedad es que la proteína S tiene una alta afinidad por las membranas de fosfolípidos cargados negativamente, la cual permite la unión de C4BP a los fosfolípidos cargados negativamente, creando un nuevo mecanismo de regulación del complemento en las membranas.

## Utilidad clínica
Se usa para el diagnóstico de deficiencia de proteína S y la diferenciación de los tres tipos de deficiencia. 

## Deficiencia de Proteína S
La proteína S junto a la proteína C, están encargadas de destruir al factor V, un componente que favorece la coagulación de la sangre.
La deficiencia de Proteína S es una enfermedad que se produce como consecuencia de una mutación en el gen de la PS, debido a esta mutación hay poca cantidad de proteína S en la sangre y el factor V no puede ser destruido tras su activación, por lo que persiste activo en sangre durante más tiempo, favoreciendo así el desarrollo de trombos, lo que provoca que se formen coágulos en la sangre sin haberse producido ninguna herida. Se suele presentar en alrededor de 1/20.000 personas.
Es un enfermedad hereditaria, autosómica dominante. Las personas que reciben un gen mutado desarrollan la enfermedad. La afectación de los dos genes es muy grave.
Por lo general, los coágulos se forman en las venas de las piernas o pelvis; conocida como Trombosis Venosa Profunda (TVP).
La mayoría de las deficiencias de proteína C y proteína S son adquiridas. Esto significa que las deficiencias son causadas por otras afecciones o ciertos medicamentos; infecciones, enfermedades del hígado o riñones, falta de vitamina K, cáncer o quimioterapia, ciertos medicamentos (incluyendo píldoras anticonceptivas y warfarina, un anticoagulante), embarazo, coagulación intravascular diseminada (CID): una afección rara que causa coagulación sanguínea en todo el cuerpo seguido de sangrado, etc. Si su deficiencia de proteína C o S es adquirida, la deficiencia puede ser temporal o de larga duración. En ciertos casos, las deficiencias adquiridas pueden empeorar con el tiempo.
Éstas se clasifican  en 3 categorías: 
- Tipo 1 (cuantitativa): caracterizada por disminución antigénica de la PS total y libre y es la forma más frecuente.
- Tipo 2 (cualitativa): existe una disminución de la actividad de la PS asociada con niveles antigénicos normales. La PS total y libre son normales antigénicamente pero la PS libre tiene disminuida su función.
- Tipo 3 (mixta) caracterizada por niveles antigénicos y funcionales de la PS libre disminuida con niveles normales de PS total. Por lo tanto la PS funcional esta disminuida.[8] [10]

## Valores biológicos de referencia
1. Actividad en mujeres: 60-120 %; en hombres: 75-120 %.
2. Concentración 20-25 mg/l (el 40 % libre)[11]